# Голодомор у Казахстані (1932—1933)
Голодомор у Казахстані 1932–1933 років (каз. Qazaqstandağı 1932—1933 jj. aşarşılıq), також відомий як Голощокінський геноцид, Ашаршилик (каз. Aşarşılıq: означає «голод»)) — масовий голод у сільських районах Казахської АСРР, масова загибель сільського населення Казахстану, переважну більшість якого становили казахи. Загинуло 1,5 млн осіб (40% від усього казахського населення), що є найвищим відсотком серед усіх етнічних груп, убитих радянським режимом 1930–1933 років. Інші джерела стверджують, що загинуло від 2,0 до 2,3 мільйонів. Ашаршилик був викликаний так званим «Малим Жовтнем» — процесом радянізації Казахстану, який супроводжувався колективізацією, надмірним планом хлібозаготівлі та вилученням худоби. 
Голод почався взимку 1930 року, за цілий рік до Голодомору в Україні 1932—1933 років, який був найбільшим у 1932–1933 роках. Голод зробив казахів меншістю в Казакській Автономній Соціалістичній Радянській Республіці; це спричинило загибель або міграцію великої кількости людей, і лише в 1990-х роках, після розпаду Радянського Союзу, казахи знову стали найбільшою етнічною групою в Казахстані. До голоду близько 60% жителів республіки були етнічними казахами, а після голоду ця частка значно скоротилася до 38% населення. Деякі вчені вважають, що голод належить до ширшої історії колективізації в Радянському Союзі та частково до радянського голоду 1932–1933 років.  Радянська влада провадила репресивну політику під час голоду, наприклад, занесення цілих районів до чорних дощок що забороняє торгівлю з іншими регіонами і розстрілом тисяч казахів під час спроб втекти через кордон до Китаю.
Деякі історики описують голод як юридично визнаний геноцид, здійснений радянською державою, згідно з визначенням, викладеним ООН; однак інші історики стверджують протилежне. У Казахстані деякі дослідження продовжували використовувати радянське пояснення голоду, називаючи його Голощокінським геноцидом (каз. Goloşekin genotsidı) на честь Філіпа Голощокіна, який був першим секретарем Комуністична партія в Казахській АРСР, а також відомий як один із головних виконавців розстрілу сім'ї Романових, щоб підкреслити його рукотворний характер.

## Історія
Перший Ашаршилик 1919—1922 років теж був страшним. Якщо у 1930-х роках за різними оцінками загинуло від 1,5 до 2 мільйонів чоловік, то в перший Ашаршилик — близько одного мільйона чоловік. Таким чином впродовж 10—15 років радянської влади казахи втратили близько половини населення.
Незважаючи на те, що багато хто вважає, що він був здебільшого рукотворний, існували деякі природні фактори, які посилили кризу. Найважливішим природним фактором голоду був дзуд з 1927 по 1928 роки, який був періодом сильних холодів, коли худоба голодувала і не могла пастися. У 1928 році радянська влада розпочала кампанію з конфіскації худоби у багатших казахів, яких називали баями, відомими як Малий Жовтень. Конфіскаційна кампанія була проведена казахами проти інших казахів, і саме ті казахи вирішували, хто є баєм і скільки в них конфіскувати. Це залучення мало на меті зробити казахів активними учасниками трансформації казахського суспільства. Більше 10 000 баїв могли бути депортовані через кампанію проти них. Худоба і зерно в Казахстані були в основному придбані між 1929 і 1932 роками, причому одна третина зернових в республіці була реквізована і більше 1 мільйона тонн конфісковано в 1930 році для забезпечення продовольством міст. Історик Стівен Ґ. Віткрофт пояснює голод фальсифікацією статистики, створеної місцевою радянською владою, щоб задовольнити нереалістичні очікування свого начальства, що призвело до надмірного видобутку казахських ресурсів.
Деякі казахи були вигнані зі своєї землі, щоб звільнити місце для 200 000 «спецпоселенців» і в'язнів ГУЛАГу, і частина неадекватного продовольчого забезпечення в Казахстані також дісталася таким в'язням і поселенцям. Вибірково розподілялася продовольча допомога казахам для ліквідації класових ворогів. Незважаючи на накази радянської влади уникати дискримінації, багатьом казахам було відмовлено в продовольчій допомозі, оскільки місцеві чиновники вважали їх непродуктивними, і натомість продовольчу допомогу надавали європейським робітникам у країні. Незважаючи на це, казахи отримали певну екстрену продовольчу допомогу від держави. Казахські жертви голоду були широко дискриміновані та вигнані практично з усіх верств казахстанського суспільства, незважаючи на те, що радянський уряд не видавав жодного наказу згори, щоб це було зроблено. У 1932 році 32 з менш ніж 200 районів Казахстану, які не виконали норми виробництва зерна, були занесені до чорних дощок, тобто їм було заборонено торгувати з іншими селами. Ця політика чорних дощок застосовувалася і в Україні. Ближче до кінця казахського голоду Філіппа Голощьокіна змінив Левон Мірзоян, який був репресивним, особливо щодо голодуючих біженців, і відмовляв у продовольчій допомозі районам, керованим кадрами, які просили більше їжі для своїх регіонів, використовуючи, за словами Сари Кемерон, "сльозливі телеграми"; в одному випадку за правління Мірзояна повноважний представник засунув документи про продовольчу допомогу собі в кишеню і влаштував весілля замість того, щоб передавати цілий місяць, поки сотні казахів голодували.

У вченого Джеймса Ріхтера Famine, Memory, and Politics in the Post-Soviet Space: Contrasting Echoes of Collectivization in Ukraine and Kazakhstan опублікованому Cambridge University Press, задокументовано багато свідчень тих, хто вижив: «Перший мій спогад — про місяць. Була осінь, холодно, і ми десь йшли по стежці. Закутані, піді мною гойдався візок. Раптова зупинка, і я побачив у чорному небі цей величезний місяць. Він був повний, круглий і яскраво сяяв. Я ліг на спину і довго не міг відірватися від цього погляду. Перевернувшись, я чітко побачив на землі якісь зарості з витягнутими, кривими гілками, їх було багато з них по обидва боки дороги: це були люди. Вони лежали на землі, напружені й мовчазні... Був тридцять перший рік, і ми тоді рухалися з ветхого аулу в Тургай».

## Кількість загиблих

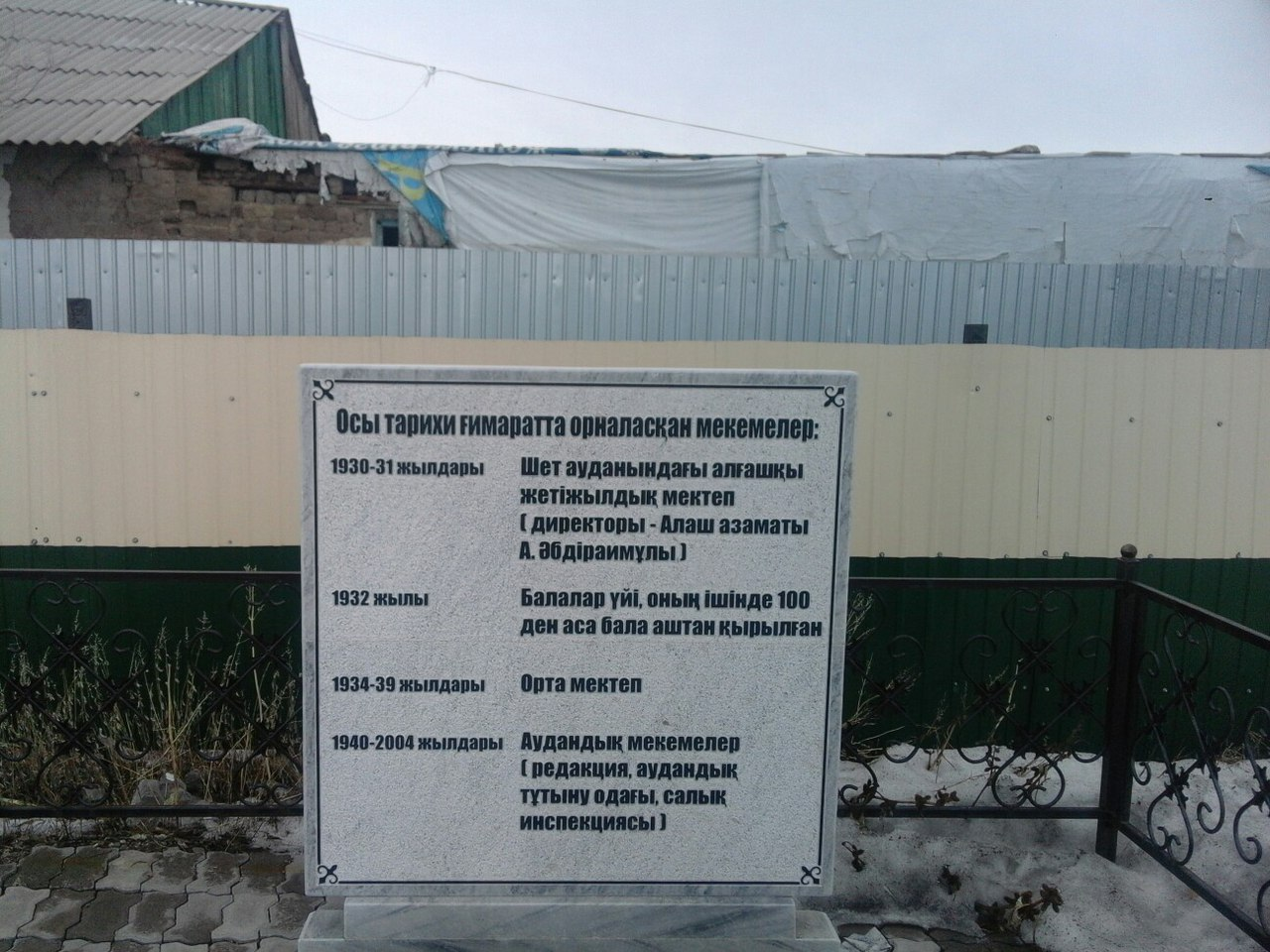
Пам'ятник жертвам Ашаршилику 1932-1933 років у Павлодарі, 2012 рік.

У Казахстані були деякі з регіонів, які сильно постраждали від голоду, у відсотковому співвідношенні, хоча більше людей померло від голоду в Україні, який почався роком пізніше. Окрім Ашаршилику 1919–1922 рр., через дії радянської держави Казахстан за 10–15 років втратив більше половини свого населення. Два радянські переписи показали, що кількість казахів у Казахстані впала з 3 637 612 у 1926 році до 2 181 520 у 1937 році. Етнічні меншини в Казахстані також значно постраждали. Українське населення в Казахстані скоротилося з 859 396 до 549 859 (скорочення майже на 36% населення), тоді як інші етнічні меншини в Казахстані втратили 12% і 30% свого населення. Загиблих у Казахстані українців іноді вважають жертвами Голодомору.[джерело?]

### Біженці
Через голод від 665 тис. до 1,1 млн казахів втекли від голоду разом зі своєю худобою за межі Казахстану до Китаю, Монголії, Афганістану, Ірану та радянських республік Узбекистану, Киргизстану, Туркменістану, Таджикистану та Росії в пошуках їжі та роботи в нових місцях індустріалізації. Західний Сибір з 900 тис. голів великої рогатої худоби.
Казахів, які намагалися втекти, зараховували до класових ворогів і розстрілювали. Радянський уряд також намагався повернути їх на радянську територію. Цей процес репатріації міг бути жорстоким, оскільки будинки казахів були зламані, як біженців, так і казахів, які не були біженцями, насильно виганяли у вагони без їжі, опалення та води. 30% біженців загинуло від епідемій і голоду. Біженців, яких репатріювали, інтегрували в колгоспи, де багато з них були надто слабкими, щоб працювати, а на заводі в Семипалатинську половину біженців звільнили за кілька днів, а другій половині відмовили в харчових пайках.

Швейцарська репортерка Елла Майар, яка подорожувала Радянською Центральною Азією та Китаєм на початку 1930-х років, стала свідком і написала про власні наслідки кампанії репатріації:
«У кожному вагоні з товарами були казахські сім'ї в лахмітті. Вони вбивали час, збираючи один у одного вошей. […] Поїзд зупиняється посеред висохлої місцевості. Уздовж залізниці запаковані верблюди, бавовна, яку розвантажують і зважують, купи пшениці просто неба. З казахських вагонів доноситься приглушений стукіт, що повторюється по всій довжині поїзда. Заінтригована, я бачу жінок, які товчуть зерно в ступах і роблять борошно. Діти просять опустити їх на землю; на плечах чверть сорочки, а на голові струпи. Жінка змінює свій білий тюрбан, її єдиний предмет одягу, який не розтерзаний, і я бачу її жирне волосся та срібні сережки. Її немовля, що стискає її сукню і з худими ніжками, з яких стирчать його кістляві коліна; його маленький зад позбавлений м’язів, невелика маса гумової, зморшкуватої шкіри. Звідки вони беруться? Куди вони йдуть?"
 Коли біженці тікали від голоду, радянський уряд робив насильницькі спроби зупинити їх. В одному випадку торговці гуманітарною допомогою поклали їжу в кузов вантажівки, щоб залучити біженців, а потім замкнули біженців у вантажівці та кинули їх посеред гір; доля цих біженців невідома. Тисячі казахів були розстріляні, а деякі були зґвалтовані під час спроби втекти до Китаю. Втеча біженців була представлена владою як прогресивне явище кочівників, які відходять від свого «первісного» способу життя. Біженці від голоду підозрювалися керівництвом ОДПУ в підтримці контрреволюційних, баївських і куркульських «нахилів» через те, що деякі біженці займалися злочинністю в республіках, куди вони прибули.

### Канібалізм
Деякі з голодуючих у Казахстані були змушені вдатися до канібалізму. Це варіювалося від поїдання трупів до активних вбивств, щоб поїсти. Це також спостерігалося в Україні, оскільки українців морили голодом за тією ж тактикою, що й казахів, Як писав Тімоті Снайдер про нав’язаний радянський голод:
Виживання було як моральною, так і фізичною боротьбою. Жінка-лікар написала подрузі в червні 1933 року, що вона ще не стала канібалом, але «не впевнена, що не стану нею, коли мій лист дійде до вас». Першими помирали добрі люди. Ті, хто відмовлявся красти або займатися проституцією, помирали. Померли ті, хто давав їжу іншим. Ті, хто відмовлявся їсти трупи, помирали. Ті, хто відмовлявся вбивати свого ближнього, помирали. Батьки, які чинили опір канібалізму, помирали раніше за своїх дітей.

## Наслідки
Дві третини казахів, які пережили голод, були успішно осілими через скорочення поголів’я на 80%, неможливість відновлення скотарської діяльності в умовах, що відбувалися відразу після голоду, а також програму репатріації та переселення, запроваджену радянським режимом. Незважаючи на це, Нікколо П’янчола каже, що радянська кампанія зі знищення кочівництва була швидко відкинута після голоду, і що кочівництво навіть відродилося під час Другої світової війни після переміщення худоби з окупованих нацистами територій.
Ібрагім Хісамутдінов, який пережив голод юнаком, бачив, як на вулицях помирали голодні казахи, йдучи до школи. Понад 50 років потому він зазначив: «До цього дня я чую відчайдушні крики вмираючих і їхні заклики про допомогу».

У 2017 році був споруджений пам’ятник жертвам Ашаршилику. Тюркська рада назвала голод «злочинною сталінською етнічною політикою». 31 травня започатковано День пам’яті жертв Ашаршиликів.
- Радянський голод 1932–1933 років показує міграцію з Казакської Автономної Соціалістичної Радянської Республіки та високу оцінку 2,3 мільйона смертей. Інші вчені оцінюють кількість смертей у 1,5 мільйона.

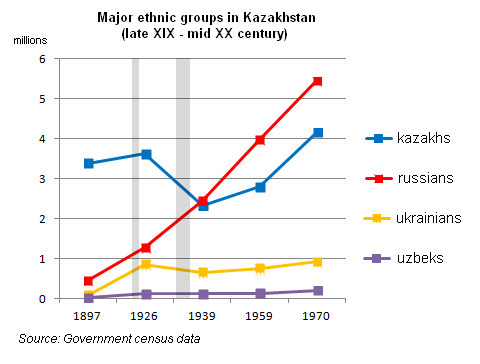
Основні етнічні групи Казахстану, 1897–1970 рр. Чисельність казахів і українців зменшилася в 1930-х роках через голод.

## Оцінки, юридичне визначення і цензура
Верховна Рада України визнала Голодомор в Україні як геноцид проти українського народу і активно домагається міжнародного визнання. Казахстан у цьому напрямку не зробив ніяких кроків, але вчені та громадські діячі в країні визначають голод як «геноцид проти казахів». Такі дослідники, як Талас Омарбеков, вважають, що наявні історичні свідчення повністю підтверджують саме таке визначення: Ашаршилик навмисно призначався проти кочових казахів. За твердженням історика Талас Омарбекова, який одним з перших отримав доступ до архівних документів 1930 років ще за радянських часів, в результаті Голоду загинуло 2,3 мільйона казахів. Натомість російські історики на конференції в листопаді 2008 року, яка була присвячена українському Голодомору, назвали цифру в півтора мільйона чоловік.
Казахські інтелектуали стверджують, що казахи постраждали під час Ашаршилику набагато більше за інші етнічні групи Казахстану, а в інших центральноазіатських республіках трагедії в таких нищівних розмірах не було. Казахські інтелектуали наполягають, що Голод не можна пояснити тільки лише провалом радянської політики колективізації. Багато хто з них сприймає Голод як акт геноциду. Але влада в Казахстані, судячи з усього, не поділяє цю точку зору
Президент Казахстану Нурсултан Назарбаєв у своїй книзі «Стратегія незалежності» пише:
….Питання про чисельність казахів-жертв голоду 1929 −1933 років, пов'язаних з ним епідемій і міграцій залишається поки що відкритим. Амплітуда думок з приводу кількості загиблих у ці роки коливається в межах від 1 мільйона 750 тисяч до 2 мільйонів 200 тисяч. Це означає, що під час колективізації загинуло від 42 до 49 відсотків корінного етносу.
1 мільйон 30 тисяч чоловік відкочували в роки голоду за межі республіки, з них 616 тисяч — безповоротно.
Силова політика держави наштовхнулася на запеклий опір народу. На боротьбу з режимом піднімалися все ширші верстви населення. Рух опору охопив весь Казахстан. У 1929–1931 роках мали місце понад 380 селянських бунтів і повстань, що охопили майже 80 тисяч чоловік. Великими з них були сузакське, іргизське, аксуйське, абралінське, адаєвське, каракумське та інші повстання. Всі вони придушувалися найжорстокішим чином регулярними військами Червоної армії….
Як і Голодомор, точаться гострі дискусії щодо того, чи відповідає голод юридичному визначенню геноциду, визначеному ООН. У листопаді 1991 року парламент Казахстану створив комітет під головуванням історика Манаша Козибаєва, для розслідування голоду та його причин. Рік потому комісія повідомила, що «масштаби трагедії були настільки жахливими, що ми можемо з повним моральним авторитетом назвати її проявом політики геноциду». Європейці в Казахстані мали непропорційну владу в партії, що, як стверджується, є причиною того, чому корінні кочовики найгірше постраждали від процесу колективізації, а не європейські частини країни. Примітно, що багато вчених порівнюють внутрішню колонізацію казахів як подібну до американської політики щодо корінних американців як наприклад сіу, які так само були кочовиками. Нікколо П'янчола стверджує що радянська влада розгорнула кампанію переслідування кочовиків у казахів, вважаючи, що знищення класу було гідною жертвою для колективізації Казахстану. Нікколо П’янчіола коментує, що з точки зору Лемкіна щодо геноциду всі кочовики Радянського Союзу були жертвами злочину, а не лише казахи. Однак інші кочовики на радянській території також були корінними тюркськими або монгольськими народами Центральної та Північної Азії, які мали подібне ставлення з боку Радянського Союзу, та дискримінація, яка триває донині. Казахів та інших жителів Середньої Азії досі іноді називають російською як азиаты, або як чурка або чуркі (російська: Чурка), расова образа, що означає "темняк" або "дерев'яний шматок".
Історик революції та письменник Володимир Бурцев, який знав Філіппа Голощьокіна, характеризував його у своїй праці:
Стосовно казахської катастрофи Майкл Еллман заявляє, що це «здається прикладом «недбалого геноциду», який виходить за межі Конвенції ООН».. Історик Стівен Ґ. Віткрофт вважає, що великих очікувань центральних планувальників було достатньо, щоб продемонструвати їхнє незнання кінцевих наслідків своїх дій. Віткрофт розглядає політику держави під час голоду як «злочинні дії через недбалість», хоча не як навмисне вбивство чи геноцид. Однак історик Сара Кемерон, автор книги «The Hungry Steppe: Famine, Violence, and the Making of Soviet Kazakhstan», заявила в інтерв’ю Центру Девіса Гарвардського університету, що «масштабна програма трансформації під керівництвом держави в Москві чітко передбачає культурний зрив». І є докази того, що казахський голод відповідає розширеному визначенню геноциду». Вона також каже:
«Я думаю, якщо ми подивимося історично, ми можемо виявити, що ми часто швидко відкидали насильство, вчинене проти мобільних народів. Ми раціоналізуємо це як частину процесу, необхідного для цивілізації так званих відсталих народів.
Коли в науковій літературі згадується про казахський голод, то це часто називають прорахунком Сталіна, трагедією, нерозумінням культур. Але такі зображення, я б стверджувала, применшують дуже жорстокий характер катастрофи, і, здається, підкреслюють або натякають, що казахський голод виник через природні причини, чого, звичайно, не було.

У своїй книзі я показую, що в цьому голоді немає нічого неминучого. Скотарське кочівництво — це не відсталий спосіб життя, а скоріше це була дуже складна й адаптивна система. Також сам голод не можна приписати простому прорахунку Сталіна, як це, здавалося б, припускає таке зображення."
I think if we look historically, we can find that we've often been quick to dismiss violence committed against mobile peoples. We rationalize it as part of a process necessary to civilize so-called backward peoples.
When the Kazakh famine is mentioned in the scholarly literature, it's often referred to as a miscalculation by Stalin, a tragedy, a misunderstanding of cultures. But such depictions, I would argue, downplay the disaster's very violent nature, and seem to stress or imply that the Kazakh famine originated from natural causes, which of course it didn't.
I show in my book, there's nothing inevitable about this famine. Pastoral nomadism is not a backwards way of life, but rather it was a highly sophisticated and adaptive system. Nor can the famine itself be attributed to a simple miscalculation by Stalin as such depictions would seem to suggest.
 Історик Ізабель Огайон стверджує що вона "не знайшла жодних доказів чи мотивів навмисного голодування казахського населення", дійшовши висновку, що голод не є геноцидом за міжнародними юридичними стандартами і тому маркування це було "порожнім заняттям". Майя Мехра робить висновок, що голод був спричинений навмисним актом насильства з боку Сталіна та радянської держави, але він не був геноцидом у юридичному розумінні. У книзі «Червоний голод. Війна Сталіна проти України» лауреат Пулітцерівської премії Енн Епплбаум каже, що визначення геноциду в ООН є надто вузьким через радянський вплив на Конвенцію про геноцид, як широко задокументовано такими вченими, як Антон Вайс-Вендт у своїй книзі The Soviet Union and the Gutting of the UN Genocide Convention.
Замість широкого визначення, яке включало б радянські злочини, Епплбаум пише, що геноцид «став означати фізичне знищення цілої етнічної групи, подібно до Голокосту. Голодомор не відповідає цьому критерію... Це недивно, враховуючи, що Радянський Союз сам допоміг сформувати мову саме для того, щоб радянські злочини, включно з Голодомором, не кваліфікувалися як «геноцид»».
Історик Роберт Кіндлер відмовляється називати голод геноцидом, коментуючи, що це приховує провину кадрів нижчого рівня, які були локально вкорінені серед самих казахів. Кіндлер заходить так далеко, що каже, що, говорячи про геноцид із Голодомором і голодом, затьмарює те, «як самі нації відповідальні за катастрофи» а не Радянський Союз. Однак Сара Кемерон заявила, що рішення Радянського Союзу залучити казахів до кадрів нижчого рівня було «стратегією, цілеспрямовано розробленою для того, щоб зруйнувати старі вірності та розсіяти насильницький конфлікт у казахському аулі».

Працюючи у Kluge Fellow в Бібліотеці Конгресу задля її дослідження голоду, Сара Кемерон назвала відсутність сильної казахської діаспори однією з причин, чому не було міжнародного визнання геноциду:
На Заході дослідження українського голоду підтримала дуже активна українська діаспора. Вони заснували інститути по всій Північній Америці, а в 1980-х роках український голод став предметом розслідування Конгресу США. Серед казахської діаспори подібного руху не було – мені невідомо жодної кафедри казахознавства чи інституту казахознавства на Заході. Казахський голод не став частиною наративу холодної війни США про Радянський Союз.

У Famine, Memory, and Politics in the Post-Soviet Space: Contrasting Echoes of Collectivization in Ukraine and Kazakhstan, Джеймс Ріхтер підкреслює:
Зв’язок між аргументом про геноцид і використанням казахської мови був чітко висловлений істориком Кайдаром Алдажумановим в інтерв’ю Радіо Азаттик у 2014 році. У цьому інтерв’ю Алдажуманов припускає, що іноземні вчені та навіть російськомовні вдома не вважають голод як геноцид, тому що «вони не можуть читати свідків чи доказів казахською мовою і в основному покладаються на дослідження російською... Вони не хочуть нічого знати про дослідження казахською мовою, а також російські дослідники чи російськомовні, які живуть у Казахстані.”
 Історик Ізабель Огайон, серед інших вчених, відзначила важливість усних історій у казахській культурі, і написала про зникнення звітів про голод і відсутність публічного наративу та обізнаності:
По-перше, носії пам’яті цієї історії — свідки, дійові особи, жертви голоду — пройшли радянське століття в невідомості через ідеологічну заборону обговорювати цю трагічну сторінку кампанії колективізації, а також через перерва, породжена потужним явищем акультурації чи навіть декультурації після смерті третини кочового населення. Оскільки під час колективізації смертність була найбільшою серед людей похилого віку, традиційні носії колективної пам’яті не змогли розповісти свої історії. Раптово потрапивши в радянську сучасність — з її новими формами влади та одержимістю письмовими документами та бюрократією — старійшини, що вижили, більше не знаходили умов, у яких вони могли б розповідати про свій досвід.
 Важливо також відзначити, що сьогодні уряд Казахстану підтримує тісні відносини з Росією, що сприяє його офіційній документації та заявам про голод як геноцид. Цей зв’язок базується на тривалих радянських зв’язках, залякуванні, і залежність економіки Казахстану від російського імпорту, особливо основних товарів, таких як продукти харчування та одяг, і 40% потреб ринку Казахстану покриває Росія. Як пояснює сучасне заперечення Енн Епплбаум, «путінізм — це олігархічна автократія, яка мала б проблеми, якби була повна свобода слова, свобода преси та верховенство права». Лише нещодавно, після вторгнення в Україну в 2022 році, між союзниками став помітний розрив.
Колишній президент Казахстану Нурсултан Назарбаєв відзначений обережністю у розмові про голод. Проте офіційний напис на пам’ятнику жертвам голодомору процитував його: «Голод, який поставив цілу націю на межу зникнення, ніколи не буде забутий», що додає довіри поширеним припущенням, що він намагався задобрити Москву, боячись відплати за визнання голоду геноцидом.